# Paolo Agostini

Paolo Agostini

Paolo Agostini (* um 1583 in Vallerano; † 3. Oktober 1629 in Rom) war ein italienischer Organist, Kapellmeister und Komponist des Frühbarock.
Paolo Agostini erhielt seine Ausbildung bei Giovanni Bernardino Nanino und Gregorio Allegri und wirkte in verschiedenen Kirchen Roms als Organist und Kapellmeister. Schließlich versah er diese Ämter auch am Petersdom als Nachfolger von Vincenzo Ugolini.
Er schuf etliche Werke geistlicher Musik und gilt mit seinen wirkungs- und klangvollen Kompositionen als einer der Begründer des römischen Barock.

## Werke
- Salmi della Madonna, (Rom, 1619)
- Liber secundus missarum, (1626)
- Spartitura delle messe del primo libro, (Rom, 1627)
- Spartitura del secondo libro delle messe e motetti, (Rom, 1627)
- Partitura del terzo libro della messa ‘Sine nomine’, con 2 ‘Resurrexit’, (Rom, 1627)
- Libro quarto delle messe in spartitura (Rom, 1627)
- Spartitura della messa et motetto 'Benedicam Dominum' ad canones, (Rom, 1627)
- Partitura delle messe et motetti con 40 esempi di contrapunti, (Rom, 1627)
- Missarum liber posthumus (Rom, 1630)
- sowie weitere Messen und Motetten